# Condado de Dutchess
O Condado de Dutchess (em inglês:  Dutchess County) é um dos 62 condados do estado americano de Nova Iorque. A sede e cidade mais populosa do condado é Poughkeepsie. Foi fundado em 1683 e o seu nome (que significa Duquesa) é uma homenagem a Anne Hyde (1637–1671), duquesa de York e mulher de Jaime II de Inglaterra.
O condado possui uma área de 2 138 km², dos quais 77 km² estão cobertos por água, uma população de 297 488 habitantes, e uma densidade populacional de 144,4 hab/km² (segundo o censo nacional de 2010).